# Wysoki Wierch (Beskidy Skolskie)

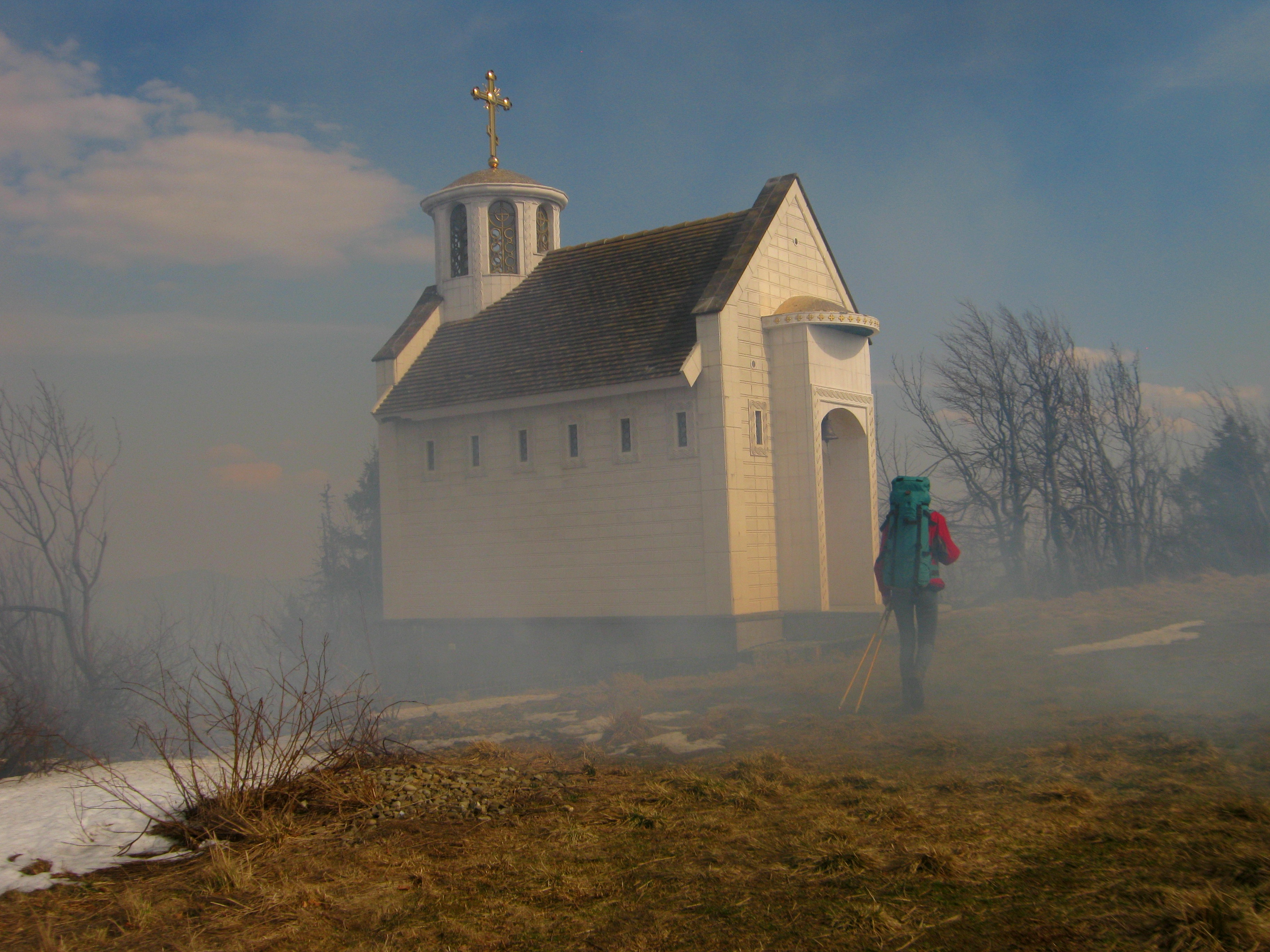
Świątynia proroka Eliasza

Wysoki Wierch (ukr. Високий Верх, Wysokyj Werch) – szczyt górski w Beskidach Skolskich, północnej części Bieszczadów Wschodnich. Znajduje się w ukraińskim obwodzie lwowskim, na granicy rejonów drohobyckiego i stryjskiego.

## Topografia
Położony jest w środkowej części około 17-kilometrowego grzbietu zwanego dawniej Minczolskim Działem, który ciągnie się od wsi Radycz na północnym zachodzie po okolice wsi Tysowiec na południowym wschodzie. Wysoki Wierch stanowi najwyższą kulminację wspomnianego grzbietu – wznosi się na wysokość 1176 m n.p.m. (1176,8 m) przy wybitności równej 249 m. Najbliższe wyróżniane wierzchołki w kierunku północno-wschodnim to Kropiwniczek (1144 m), Rówień (1117 m) i Tymkowiat (1073 m) przedzielone dwoma niewybitnymi punktami o wysokości 1165 i 1109 m, zaś w kierunku południowo-wschodnim, minąwszy kilka niewybitnych wzniesień (koty 1131 i 1118), jest to Smerek (1152 m).
Północno-wschodnie zbocza góry odwadnia potok Płajczyk zasilający dalej Rybnik, dopływ Stryja. Niewielkie potoki spływające ze stoków południowo-zachodnich (np. Krasicz) uchodzą do Zawadki, także w zlewni Stryja. Zbocza północno-wschodnie pokryte są lasem świerkowo-bukowym, od przeciwnej zaś strony do wierzchołka dociera połonina (stąd lokalna nazwa grzbietu: Połoniny Rosochackie, ukr. Росохацькі полонини, Rosochaćki połonyny, dawn. pol. Połonina lub Polanina).
Widok z Wysokiego Wierchu obejmuje pasma Bieszczadów Zachodnich (Tarnica, Krzemień, Bukowe Berdo) i Wschodnich (Grzbiet Wierchowiński – Czarna Repa, Pikuj, Wielki Wierch; zachodnia część Beskidów Skolskich).  Na południu widoczny jest masyw Połoniny Borżawskiej (Kuk, Magura Żydowska, Wielki Wierch, Stoj), a na południowym wschodzie Połoniny Równej. Po przeciwnej stronie grzbietu Wysokiego Wierchu dostrzegalne są najwyższe partie Beskidów Skolskich (Czarna Góra, Paraszka, Kobyła, Zielona, Stara Szebela, Czarna Syhła, Krzemieniec, Magura) oraz zachodnia część Gorganów (Ihrowiec, Mołoda, Popadia, Strymba, Negrowiec). Niemniej widok na stronę północno-wschodnią może być przesłonięty przez podchodzący pod sam szczyt las.

## Zabudowania
Na szczycie znajduje się niewielka, wybudowana w latach 2009–2011 prawosławna kaplica Proroka Eliasza (Illi). Jej fundatorem był Ihor Łysow, ukraiński biznesmen i polityk. Podlega bezpośrednio Soborowi Przemienienia Pańskiego w Kijowie. Z uwagi na błogosławieństwo udzielone nowej świątyni przez igumena skitu św. Eliasza na górze Athos budowla na Wysokim Wierchu bywa nazywana niekiedy „Ukraińskim Athos”. Obiekt uzyskał też miano „najwyższego punktu prawosławia na Ukrainie”, mimo iż istniał już wówczas położony na wysokości ponad 1400 m n.p.m. męski monaster św. Trójcy na połoninie Dukonia w paśmie Połonin Hryniawskich (częściowo spłonął w 2023).
W 2020 roku w sąsiedztwie wkopano kapsułę z listem intencyjnym w sprawie budowy w tym miejscu klasztoru.

## Ochrona przyrody i turystyka
Szczyt położony jest na terenie Parku Narodowego „Beskidy Skolskie”.
Grzbietem prowadzi szlak turystyczny oznaczony kolorem żółtym i numerem 505, dodatkowo z okolic wsi Rosochacz (od południa) w okolice wierzchołka wyprowadza znakowany szlak „Na Rosochackie Połoniny”. W latach 30. XX wieku na Wysoki Wierch z Ilnika, od północnego zachodu, prowadził czerwony szlak turystyczny schodzący następnie na północ do nieistniejącego dziś Schroniska na Malmanstalu. Jednocześnie grzbietem od południowego wschodu prowadził niebieski szlak z Koziowej, także odbijający dalej w stronę schroniska.